# Sclerotinia fructigena
Sclerotinia fructigena (= Monilinia fructigena) és una espècie de fong ascomicot de l'ordre dels helotials (Helotiales). És un fong paràsit dels fruiters que ataca les pomàcies i les drupàcies, sobretot afecta les branquetes i els fruits; a diferència de Sclerotinia cinerea difícilment ataca les fulles. La forma conídica (anamorf) és Monilia fructigena.

## Símptomes
Sobre els branquillons provoca xancres amb emissió d'exsudat gomós. Sobre el fruit es desenvolupa una taca bruna que es desenvolupa com un cercle marró i de color avellana format per les fructificacions dels conidis. El fruit queda "momificat" (perd l'estructura de la seva polpa i de la seva pela) i roman enganxat a l'arbre o cau a terra.

## Lluita
Es fa amb fungicides anticriptogàmics i traient (enterrant o cremant) els fruits atacats especialment quan estan momificats.